# Edmilson Tadeu Canavarros dos Santos

Wappen von Edmilson Tadeu Canavarros dos Santos als Weihbischof

Edmilson Tadeu Canavarros dos Santos SDB (* 3. Dezember 1967 in Corumbá) ist ein brasilianischer römisch-katholischer Ordensgeistlicher und Prälat von Itacoatiara.

## Leben
Edmilson Tadeu Canavarros dos Santos trat der Ordensgemeinschaft der Salesianer Don Boscos bei, legte am 31. Januar 1988 die Profess ab und empfing am 17. Dezember 1996 das Sakrament der Priesterweihe.
Papst Franziskus ernannte ihn am 12. Oktober 2016 zum Titularbischof von Feradi Minus und zum Weihbischof in Manaus. Die Bischofsweihe spendete ihm der Erzbischof von Manaus, Sérgio Eduardo Castriani CSSp, am 12. Dezember desselben Jahres. Mitkonsekratoren waren der Erzbischof von Campo Grande, Dimas Lara Barbosa, und der Bischof von Corumbá, Segismundo Martínez Álvarez SDB.
Seit dem 29. November 2023 verwaltete er die vakante Territorialprälatur Itacoatiara als Apostolischer Administrator. Am 22. August 2024 ernannte ihn Papst Franziskus zum Prälaten von Itacoatiara. Die Amtseinführung fand am 21. September desselben Jahres statt.